# Stazione di Torino Porta Susa (1856)
La stazione di Torino Porta Susa del 1856 è un'ex stazione ferroviaria per passeggeri che nacque per via della linea ferroviaria Torino-Novara-Milano, la seconda della città per numero di passeggeri dopo Torino Porta Nuova e seconda per data di costruzione dopo la stazione di Torino Dora, oltre a essere stata anche un importante scalo merci per la città. Nell'ambito dei lavori di costruzione del passante ferroviario di Torino fu in un primo tempo affiancata, e poi definitivamente sostituita, dalla nuova stazione sotterranea.
Si trova nella storica e prospiciente piazza XVIII Dicembre, al fondo di via Cernaia.

## Storia

### Durante l'esercizio

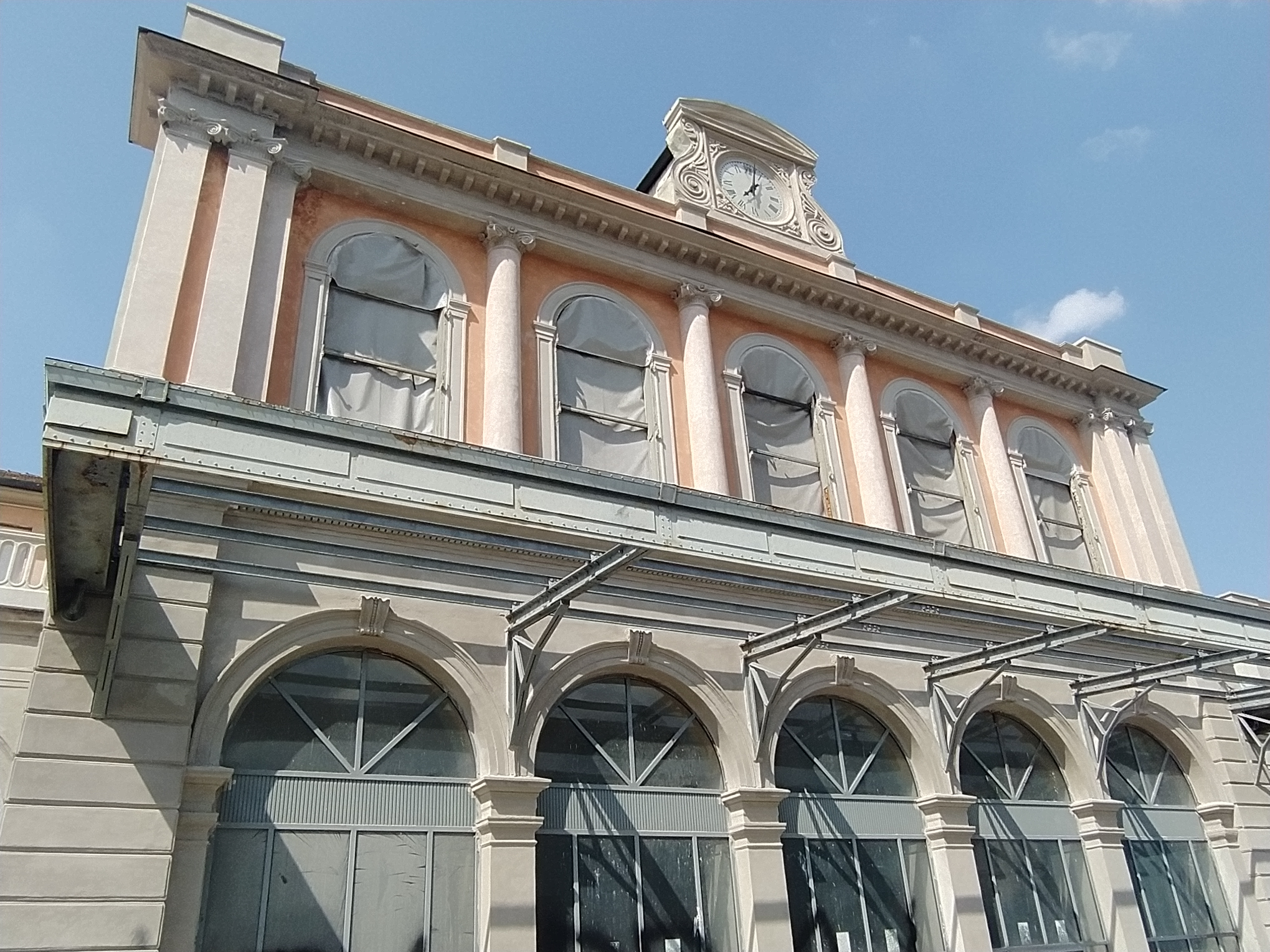
Lavori in corso sulla facciata di Porta Susa (agosto 2022)

La stazione fu aperta all'esercizio il 20 ottobre 1856, nell'ambito della costruzione della iniziale linea ferroviaria per Chivasso, fino a Novara e completata, dopo qualche anno, fino a Milano, allorquando si concluse la seconda guerra d'indipendenza italiana; l'annesso fabbricato viaggiatori fu inaugurato postumo, nel 1868.
L'elegante edificio centrale della stazione, affacciato su piazza XVIII Dicembre, in stile eclettico e di proporzioni più modeste, fu invece progettato da Carlo Promis.
La stazione venne quindi definitivamente soppressa il 18 ottobre 2009, contemporaneamente all'attivazione del nuovo tracciato sotterraneo, quando fu rimpiazzata dall'attuale stazione interrata, che la sostituì anche nella denominazione.
Nella stazione erano attivi sei binari.

### Dopo la dismissione
Dal 2015 lo storico edificio ottocentesco ha ospitato il Mercato Metropolitano, polo di gastronomia di alta qualità nel rispetto della sostenibilità agroalimentare; per il 2016 era previsto il recupero di un'ulteriore ala dell'ex stazione col conseguente raddoppio del numero di botteghe artigianali ospitate ma, a causa dell'elevato canone d'affitto e della necessità di ristrutturare l'edificio, il 30 settembre sono cessate tutte le attività.
Nel 2017 la struttura, in stato d'abbandono, risultava occupata da persone senza fissa dimora.
Nel settembre del 2018 l'immobile è stato acquistato da IKEA, al fine di convertirlo in albergo; la trattativa è stata perfezionata e conclusa nel febbraio del 2019, anche per spazi commerciali e vendita di alimentari. Durante l'estate del 2021 hanno preso il via i lavori che avrebbero dovuto portare nel 2023 all'apertura del nuovo hotel Marriott, con il nome di Scalo 1856, ma ritardi nei lavori e cambi di programmazione operativa hanno ritardato notevolmente l'inizio della ristrutturazione vera e propria, prevista nel 2025 con un investimento complessivo di € 40.000.000.
Il 15 giugno 2023, poco dopo le 10, è crollata improvvisamente una porzione di tetto. La prima ipotesi di quanto avvenuto è legata alla pioggia incessante dei giorni precedenti, che avrebbe appesantito le strutture a causa di infiltrazioni d’acqua nel tetto, causando il cedimento.

## Impianti e struttura
Nella stazione erano presenti 6 binari passanti, più alcuni tronchini per deposito e manutenzione convogli, con un ampio fascio di binari che servivano da scalo merci del centro della città e lo storico fabbricato viaggiatori a due piani, con il grande orologio in sommità.

## Movimento
La stazione era servita dai treni regionali della direttrice Torino-Milano e altri interregionali, da quelli diretti verso il resto del Piemonte e dell'Italia, oltre a linee extranazionali come i TGV della linea Milano-Parigi e i Talgo della linea Milano-Barcellona.

## Servizi
La stazione disponeva di:
- Sala d'attesa
- Servizi igienici
- Biglietteria a sportello

## Interscambi
La stazione permetteva l'interscambio con la nuova stazione sotterranea, con la metropolitana, con alcune linee di tram e autobus urbani, oltre che con molti capolinea extraurbani per la cintura.
- Stazione ferroviaria (Torino Porta Susa sotterranea)
- Fermata metropolitana (XVIII Dicembre)
- Fermata tram (linee 10 e 13)
- Fermata bus GTT e navette per l'aeroporto
- Stazione taxi